# Nemoria olivearia
Nemoria olivearia är en fjärilsart som beskrevs av Samuel E. Cassino 1927. Nemoria olivearia ingår i släktet Nemoria och familjen mätare. Inga underarter finns listade i Catalogue of Life.